# ذخیره‌گاه طبیعی ندرما
ذخیره‌گاه طبیعی ندرما (به لاتین: Nedrema Nature Reserve) یک منطقه حفاظت‌شده در استونی است که در استونی واقع شده‌است.